# Reliquia di san Benedetto a Brescia

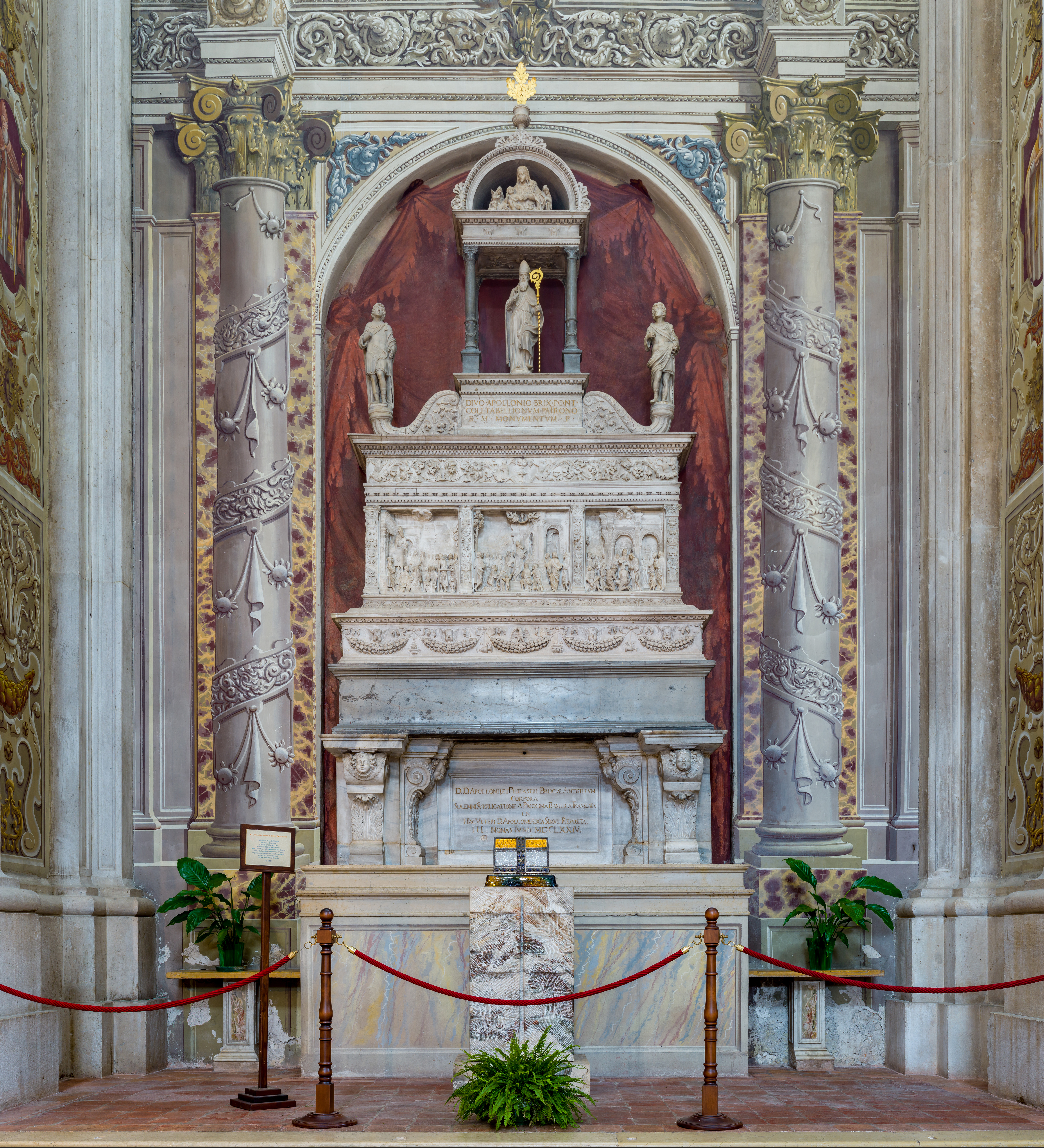
Il nuovo reliquiario esposto di fronte all'arca di sant'Apollonio nel duomo Nuovo di Brescia

La reliquia di san Benedetto a Brescia è un frammento osseo attribuito a san Benedetto da Norcia, oggi conservato nel duomo Nuovo di Brescia.
La sua origine è legata alla fondazione dell'abbazia di Leno, avvenuta nell'VIII secolo per iniziativa del re longobardo Desiderio, e a uno scambio di reliquie tra Brescia e l'abbazia di Montecassino: un episodio documentato, che col tempo ha assunto anche un valore simbolico nella memoria religiosa locale. Per secoli la reliquia ha rappresentato il fulcro dell'identità cassinese dell'abbazia di Leno e, dopo la sua traslazione a Brescia, è rimasta al centro di una continuità devozionale ininterrotta. La sua autenticità, mai messa in discussione fino all'età contemporanea, è stata confermata anche da indagini scientifiche condotte nel Novecento, che hanno evidenziato la corrispondenza anatomica tra le ossa conservate a Brescia e quelle rinvenute a Montecassino nel 1950.
La storia della reliquia si intreccia con quella del reliquiario che la conteneva, probabilmente un argento longobardo originale dell'VIII secolo, realizzato per l'arrivo della reliquia a Leno. Questo prezioso manufatto, di per sé prova indiscutibile dell'autenticità del reperto, fu infine distrutto nel 1870 per recuperarne il metallo. La vicenda fu scoperta solo anni dopo e suscitò lo sdegno degli ambienti religiosi e culturali, a Brescia tanto quanto a Montecassino, al punto che l'ordine benedettino si affrettò a mandare un emissario, padre Giuseppe Quandel, con l'incarico di prelevare una porzione della reliquia per assicurarne la tutela. Ciò che resta oggi della reliquia bresciana è conservato in una nuova cassetta-reliquiario, permanentemente esposta nella cattedrale di Brescia di fronte all'arca di sant'Apollonio.

## Storia

### Origini della reliquia

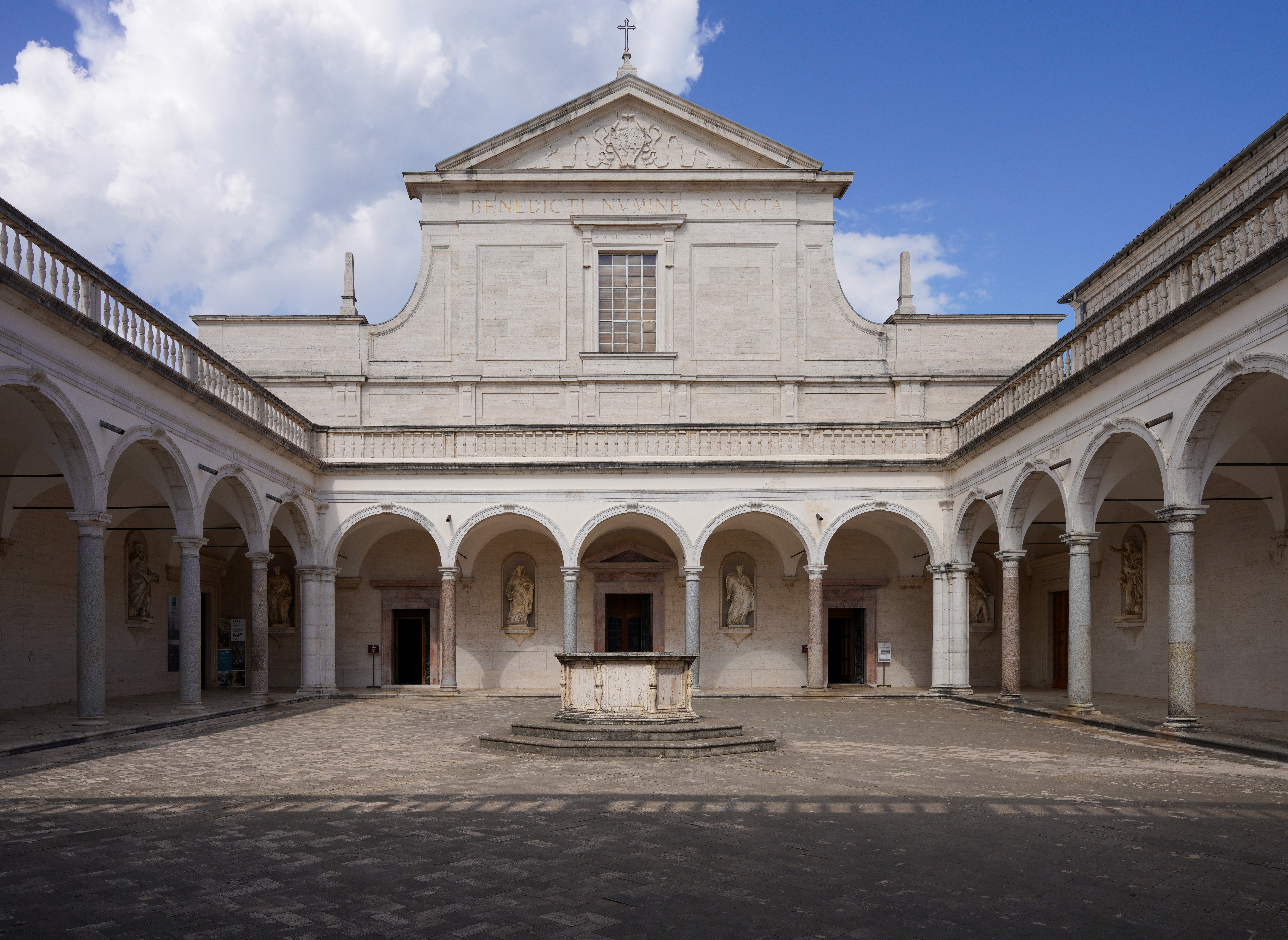
La chiesa abbaziale di Montecassino nelle sue forme attuali

La tradizione della presenza a Leno di una reliquia del corpo di san Benedetto si fonda su attestazioni altomedievali che risalgono direttamente al contesto della fondazione del monastero da parte del re longobardo Desiderio e della regina Ansa, avvenuta tra il 758 e il 763. Secondo il Catalogus regum Langobardorum, il cenobio fu dotato sin dall'inizio di una quaedam corporis partem, ossia "una parte del corpo" di san Benedetto. L'effettiva identità anatomica della reliquia non è specificata, ma la sua presenza è funzionale a sancire la legittimità e il prestigio della nuova istituzione monastica, presentata come diretta emanazione della tradizione cassinese, che in realtà aveva più di un motivo per essere legata a Brescia.
Il precedente nel rapporto tra i due territori era infatti costituito dalla figura di Petronace, considerato il restauratore dell'abbazia cassinese dopo la distruzione longobarda. Originario di Brescia, Petronace si recò a Roma intorno al 716-717 e, su impulso diretto di papa Gregorio II, fu incaricato di riportare la vita monastica sul Monte Cassino, dove rimase abate per oltre trent'anni fino alla morte nel 750. L'episodio è testimoniato da fonti autorevoli come Paolo Diacono nella sua Historia Langobardorum, che lo definisce esplicitamente «civis Brixianae urbis» e racconta come, dopo l'incontro con il pontefice, Petronace si sia stabilito presso il sepolcro di san Benedetto con alcuni confratelli. Questo legame personale e spirituale con Montecassino, radicato nella sua origine bresciana e nell'autorizzazione papale, preparò il terreno per i successivi rapporti tra i due monasteri.
L'invio della reliquia avvenne con ogni probabilità per iniziativa dell'abate di Montecassino Optato, che avrebbe incaricato il monaco Ermoaldo di guidare una colonia di dodici confratelli destinati a organizzare la comunità leonense appena fondata da Desiderio. La figura di Ermoaldo è testimoniata anche in successive cronache locali, che ne ricordano il ruolo di primo abate e l'affiliazione cassinese.
Almeno dal IX secolo, il monastero è documentato con la titolazione di monasterium Sancti Benedicti ad Leones, come appare in una charta dell'806 della chiesa di San Zeno di Verona e nel privilegio imperiale di Ludovico II del febbraio 861. Questa denominazione, che pone l'accento sia sulla titolarità benedettina sia sul toponimo Leones, conferma la precoce identificazione del monastero con il culto del patriarca del monachesimo occidentale. La presenza della reliquia e il richiamo alla Regola benedettina rappresentarono quindi elementi essenziali per la costituzione dell'identità spirituale e istituzionale di Leno, che si configurò sin dall'origine come "filia" diretta di Montecassino.
La forza simbolica della reliquia appare ancor più evidente se si considera il contesto politico e religioso dell'Italia longobarda, in cui la scelta di traslare parte del corpo di san Benedetto era funzionale a un progetto di costruzione identitaria fortemente voluto dalla dinastia regnante. La successiva diffusione di chiese dedicate al santo in area bresciana e padana rappresenta la propagazione tangibile di quel culto radicato nella reliquia custodita a Leno.
Nella storiografia locale, a partire dal XVII secolo, si affermò progressivamente una narrazione che attribuiva a Petronace la traslazione a Brescia della reliquia di san Benedetto. Autori come Bernardino Faino e Ottavio Rossi riportano la tradizione secondo cui il celebre abate bresciano, recatosi in patria intorno al 739, avrebbe portato con sé una parte del braccio del santo fondatore in cambio di una reliquia dei santi Faustino e Giovita, concretizzando così uno scambio approvato dal vescovo Apollinare. Secondo Faino, la reliquia di san Benedetto fu deposta nella chiesa bresciana dei Santi Faustino e Giovita, dove rimase fino all'inizio del XV secolo, quando fu trasferita in cattedrale. Ottavio Rossi, nella sua Historiae Brixianae (1652), aggiunge ulteriori dettagli, pur senza citare fonti coeve, legando l'episodio a una presunta volontà diretta del vescovo Apollinare. Questi studiosi, immemori o quasi delle vicende lenesi, vedevano la reliquia a Brescia ed è quindi da Brescia che ne tentavano la ricostruzione storica, non potendo comprendere come l'abbazia di Leno potesse aver scambiato con Montecassino una reliquia che non le apparteneva.
Tali ricostruzioni, basate su fonti tarde e spesso infondate, risultano incompatibili con i documenti longobardi e con una cronologia degli eventi che non poteva essere nota né pienamente compresa all'epoca di Faino e Rossi. Deve dunque escludersi che Petronace sia stato l'autore materiale dello scambio: si tratta piuttosto di una tradizione successiva, che semplifica una realtà più complessa. A Petronace va invece attribuito il merito indiscusso di aver avviato i rapporti tra Montecassino e Brescia, sui quali si innestarono gli sviluppi successivi.

### La reliquia nell'abbazia di Leno

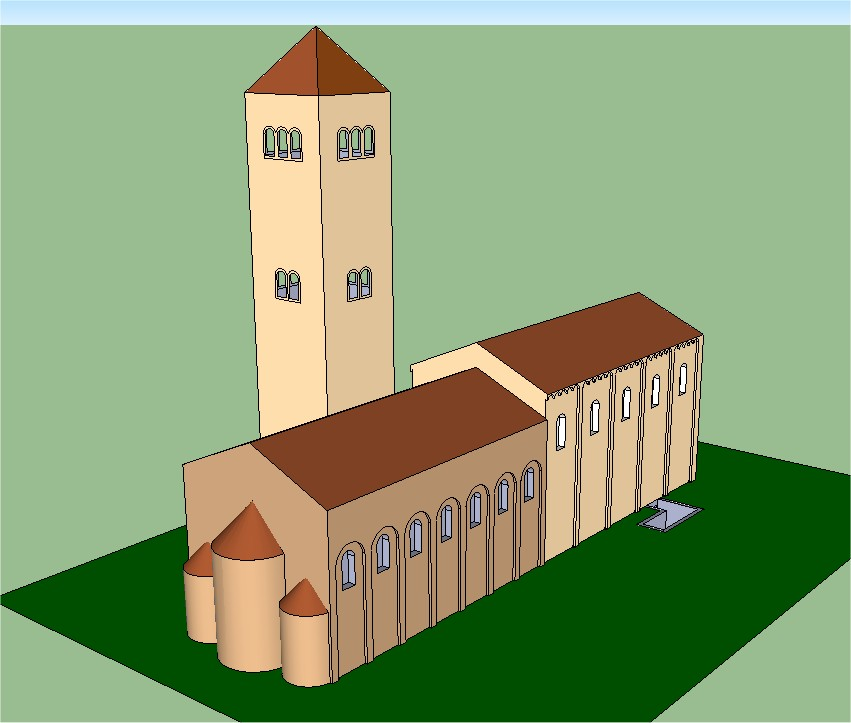
Ricostruzione del possibile aspetto della chiesa abbaziale di Leno nell'XI secolo (identificata archeologicamente come "chiesa II" dell'abate Wenzeslaus)

Per l'abbazia di Leno, la presenza di una reliquia di san Benedetto costituì per secoli un elemento centrale di legittimazione cultuale, spirituale e istituzionale. L'identità cassinese della comunità monastica bresciana si fondava infatti non solo sull'adesione alla Regola benedettina, ma anche sul possesso fisico di un frammento corporeo del fondatore dell'Ordine.
Questa identità fu riaffermata in molteplici forme: in primo luogo nella titolazione ufficiale del monastero, di cui si è già detto, che insiste con forza sull'appartenenza alla rete benedettina e sulla memoria viva del fondatore. All'interno del monastero, la reliquia ebbe anche un'evidente importanza devozionale. I testi liturgici per la chiesa abbaziale di Leno testimoniano la celebrazione di una festa propria di san Benedetto, distinta da quella del calendario romano. Questo uso culturale, legato al possesso materiale della reliquia, si inserisce in un più ampio quadro di propaganda spirituale che vedeva l'abbazia impegnata a diffondere il culto benedettino anche attraverso le sue numerose dipendenze territoriali.
Il culto benedettino si radicò rapidamente anche nelle dipendenze del monastero, come testimonia l'ampia diffusione di chiese e cappelle intitolate a san Benedetto in area padana, da Brescia a Parma, da Toscolano a Gonzaga, riconducibili alla sfera di influenza lenese.
Pur in assenza di fonti esplicite per l'alto medioevo, è probabile che Leno sia stata meta di pellegrinaggi, almeno in epoca posteriore, proprio per via dell'attrattiva esercitata dalla reliquia. È noto che l'abbazia possedeva strutture ricettive atte ad accogliere i viandanti, elemento che avvalora l'ipotesi di una sua funzione anche cultuale su scala regionale.

### Trasferimento e permanenza a Brescia

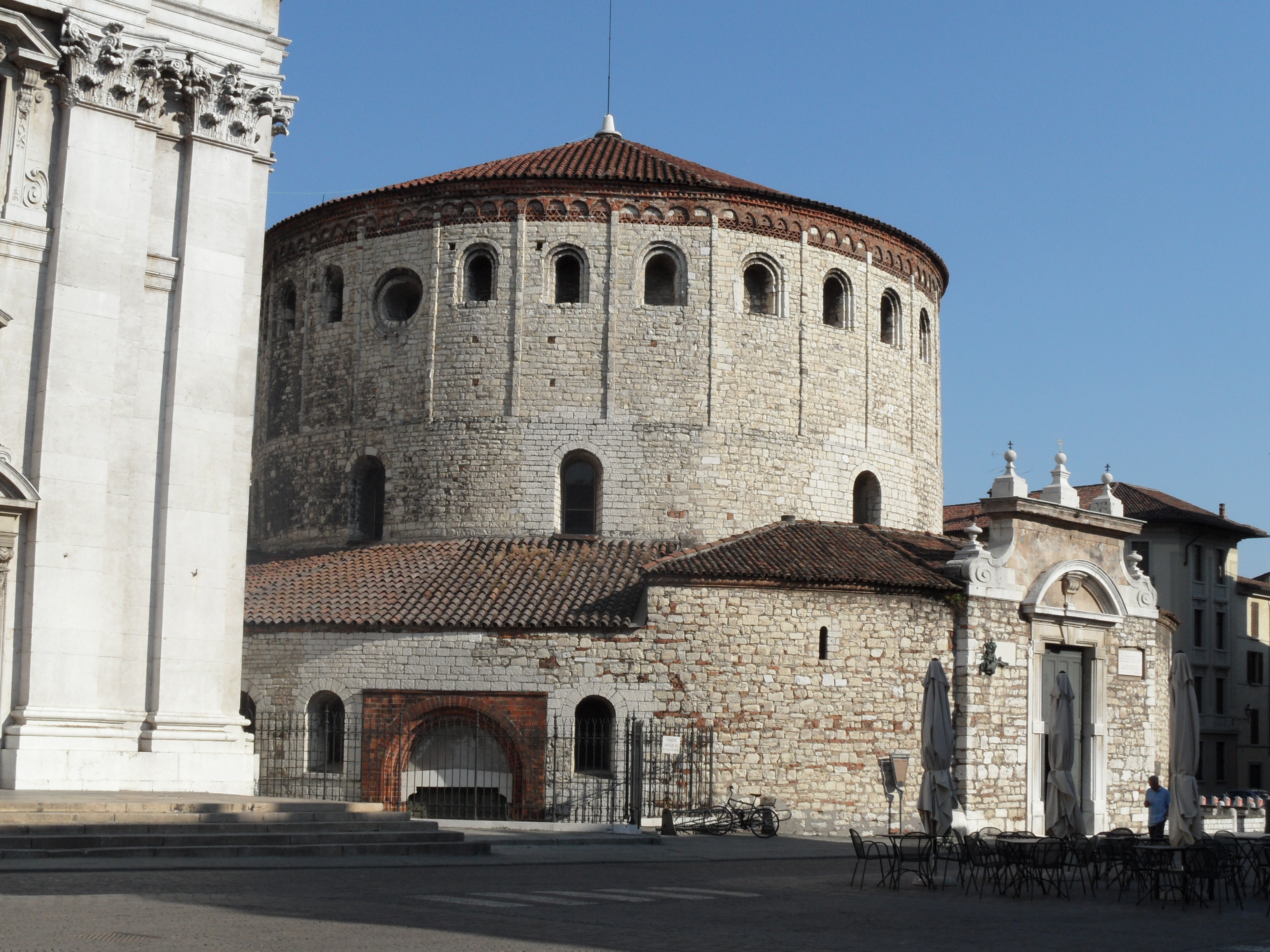
Il Duomo vecchio di Brescia, dove la reliquia è attestata dal 1473

La documentazione relativa alla reliquia di san Benedetto si fa lacunosa a partire dal basso Medioevo, e non è possibile ricostruirne con precisione la permanenza a Leno nei secoli successivi. Solo in epoca umanistica, lo storico Giacomo Malvezzi ricorda ancora la presenza di una particulam quamdam de corpore beati Benedicti ("un certo pezzo del corpo del beato Benedetto") presso l'antica abbazia, senza tuttavia fornire dettagli circa la sua forma o collocazione.
La reliquia ricompare nella documentazione bresciana nel 1473, all'interno degli Statuti comunali, dove si legge l'obbligo di custodire nel tesoro delle Sante Croci della cattedrale il «brachia sanctorum Benedicti», accanto alla Croce del Campo e alla Reliquia Insigne. La disposizione prevedeva per questi oggetti la redazione di un inventario, la loro conservazione in un forziere e la distribuzione delle chiavi tra le più alte autorità ecclesiastiche e civili della città.
Il 9 febbraio 1475 una ricognizione ufficiale del tesoro cattedrale conferma la presenza di un reliquiario in forma di braccio, contenente due ossa avvolte in tessuti gialli e azzurri, con l'iscrizione Brachium Sancti Benedicti:
(Brescia, Archivio storico civico, Reg. A (G. XIII 1523) f. 150, trascritto in Guerrini, p. 7.)

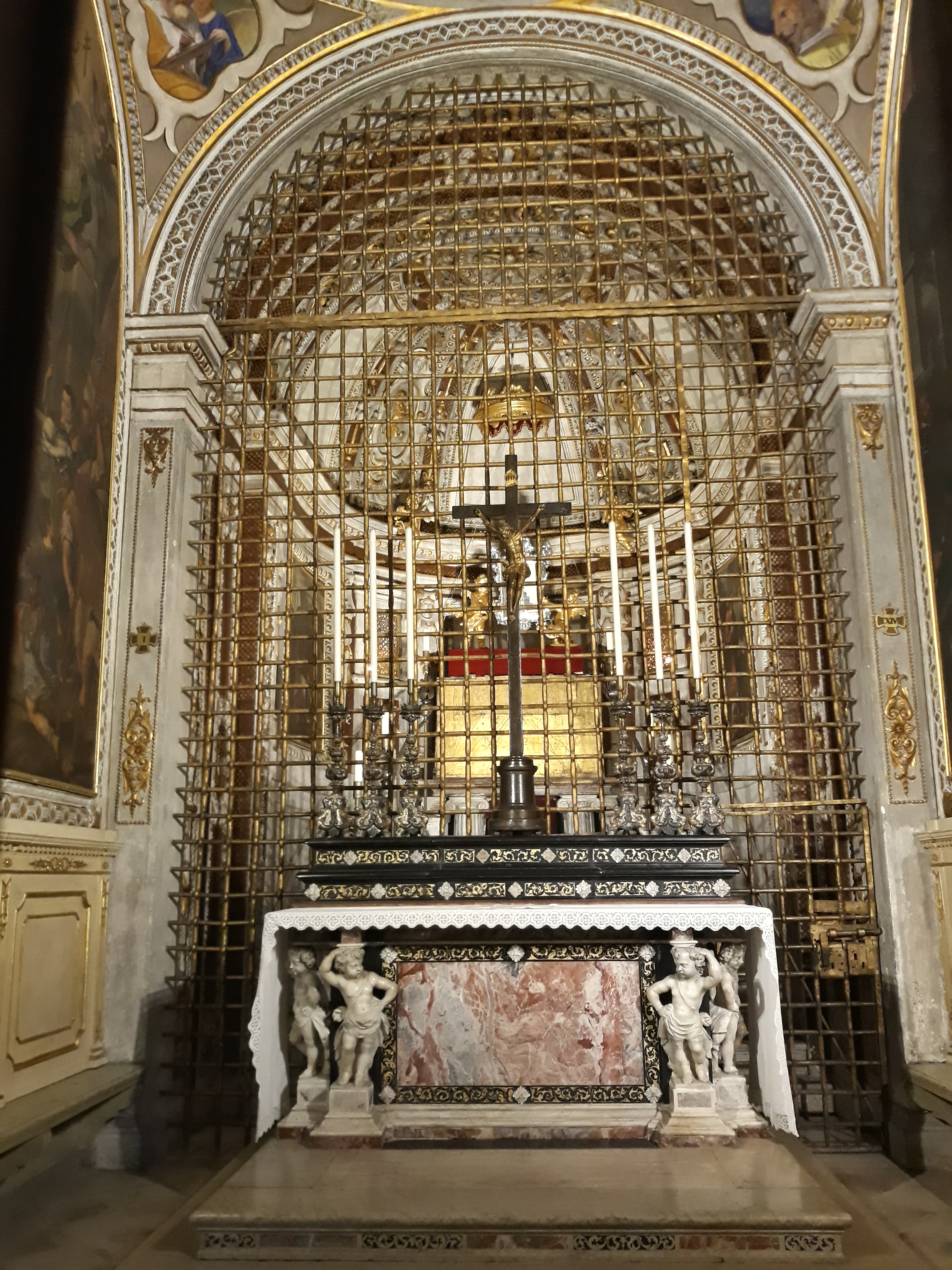
La cappella delle Sante Croci nel duomo Vecchio di Brescia, luogo di conservazione della reliquia

È stato fatto notare che la reliquia è menzionata negli Statuta Brixiae del 1475 ma non in quelli precedenti e noti alle fonti (anni 1290, 1298, 1313, 1385, 1388, 1429, 1433). Non è noto come la reliquia sia passata dall'abbazia di Leno alla cattedrale cittadina. È probabile che l'abbazia di Leno ne abbia conservato la custodia per circa sette secoli fino a quando, al termine di una lunga decadenza, nel 1479 fu posta in commenda a seguito della rinuncia dell'abate Bartolomeo Averoldi. Il fatto che la reliquia ricompaia a Brescia quasi in coincidenza con la definitiva disgregazione del cenobio leonense può costituire un indizio utile per comprendere le modalità del trasferimento. In questo passaggio, potrebbe aver avuto un ruolo la chiesa di San Benedetto a Brescia, sede cittadina dell'abbazia di Leno, tanto che si è ipotizzata la provenienza della reliquia proprio da questo luogo.
Tra XV e XVI secolo, la reliquia è documentata anche in altri contesti cittadini. Accanto alla cattedrale, elenchi cinquecenteschi attestano la presenza di reliquie di san Benedetto nella chiesa di San Giovanni Evangelista, in Santa Giulia e a Sant'Eufemia. In età moderna, tuttavia, la memoria di queste reliquie cadde progressivamente in oblio, e solo quella conservata in duomo continuò a essere riconosciuta come autentica da inventari e censimenti ecclesiastici.
Alla storia della reliquia si collega anche quella di un frammento conservato a Calvisano, antica dipendenza dell'abbazia di Leno già documentata nel diploma di Berengario II del 958. Secondo Ferraglio, tale frammento potrebbe derivare direttamente dalla reliquia leonense. La sua presenza è attestata nel 1649, quando l'abate Teodoro Schilini lo trasferì dalla chiesa di San Michele alla chiesa di San Salvatore. Dopo la morte di Schilini, il frammento fu portato a Brescia, presso il monastero di Sant'Eufemia. La doppia traslazione è confermata da due elenchi a stampa conservati nella Biblioteca Queriniana. L'origine della reliquia calvisanese è tradizionalmente connessa a quella di Leno: nella letteratura settecentesca si tendeva a considerarla un derivato diretto del frammento custodito in cattedrale. Guerrini, tuttavia, ne escludeva l'unione materiale, sostenendo che si trattasse di una diramazione autonoma. Nel suo complesso, la vicenda del frammento di Calvisano testimonia la diffusione e la frammentazione del culto benedettino nel territorio bresciano lungo le linee delle antiche dipendenze dell'abbazia di Leno.
Verso la metà del XVII secolo, il canonico Orazio Barbisoni della chiesa dei Santi Faustino e Giovita si fece promotore del trasferimento della reliquia e del reliquiario presso la propria chiesa. Egli fece appositamente erigere un altare dedicato a San Benedetto, realizzato tra il 1646 e il 1649 dallo scultore Giovanni Carra, con una scenografica struttura marmorea alternata tra marmi neri e bianchi. Il Consiglio Generale del Comune accolse con favore la richiesta, ma l'operazione non ebbe seguito a causa dell'opposizione dei canonici della Cattedrale. La mancata menzione da parte dei monaci di un precedente possesso della reliquia da parte del monastero di San Faustino, nonostante l'esistenza di un ricco archivio che avrebbe potuto fornire eventuali prove documentarie, è stata indicata come prova del fatto che il cenobio non l'avesse mai posseduta, e questo in contrasto alla narrazione tradizionale la quale, per correlazione diretta, riteneva che la reliquia di san Faustino scambiata con Montecassino fosse uscita da questo luogo.
Quando, in che modo e per quali ragioni tutti i vari contesti abbiano interagito tra loro nel corso dei secoli per "passarsi" la reliquia – abbazia di Montecassimo, abbazia di Leno, chiesa dei Santi Faustino e Giovita, il vescovado bresciano, nonché tutti i relativi protagonisti a partire da Petronace – è stato motivo di amplissime disamine storiografiche soprattutto a partire dalla fine del Settecento.

### XVIII secolo
Il 20 febbraio 1753, il cardinale Angelo Maria Querini, vescovo di Brescia e promotore di numerose iniziative culturali, fece separare fisicamente le due ossa: il radio sinistro fu asportato, collocato in un nuovo reliquiario d'argento e cristallo e donato all'abbazia benedettina di Wessobrunn in Baviera. A Brescia rimase quindi solo l'ulna sinistra, ancora custodita nel tesoro della cattedrale. L'osso così prelevato fu accompagnato da una lettera esplicativa, indirizzata all'abate del monastero, in cui Querini dichiarava che la reliquia proveniva «ex corpore sancti Benedicti ad Leones translato», ovvero dal corpo del santo trasferito un tempo a Leno.
È noto che, a seguito della secolarizzazione della Baviera, il frammento osseo inviato a Wessobrunn fu trasferito nell'abbazia di Santo Stefano di Augusta.
Le lettere di Querini, indirizzate a Beda Schalhammer e pubblicate nelle sue Epistolae, miravano anche a sostenere l'autenticità cassinese delle reliquie contro le tesi dei Bollandisti, in un contesto di forte rivalità erudita e confessionale.

### Vicende ottocentesche

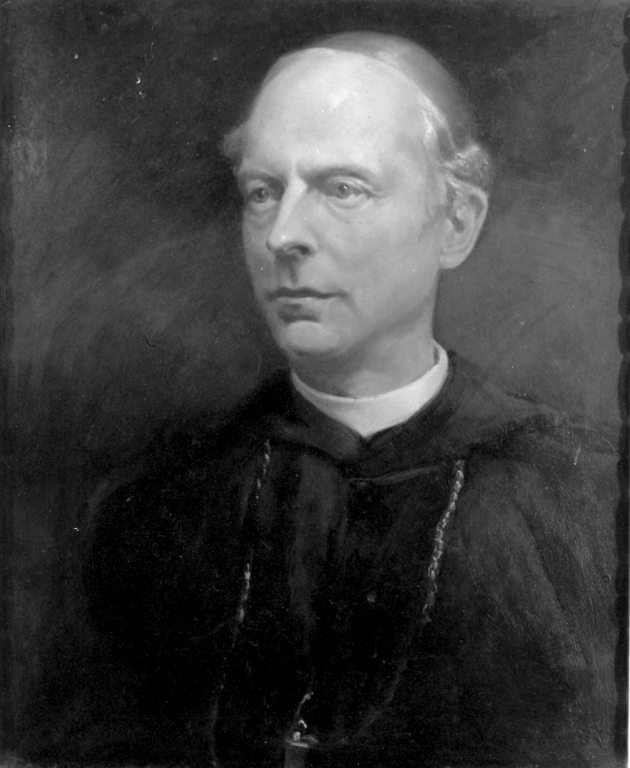
Ritratto di Giuseppe Quandel, che riportò a Montecassino parte della reliquia

Nel 1870, durante l'assenza del vescovo Girolamo Verzeri, impegnato al Concilio Vaticano I, la fabbriceria del Duomo fece smembrare e fondere il reliquiario longobardo del braccio di san Benedetto, insieme ad altri reliquiari, per ricavarne l'argento. L'operazione fu condotta senza autorizzazione episcopale e in modo negligente: le ossa furono private dei sigilli e dei cartigli identificativi e riposte, insieme ad altre reliquie, in una cassetta lignea mal conservata nella cappella delle Sante Croci.
La notizia della distruzione emerse solo sette anni più tardi, nel 1877, quando il sacerdote Antonio Lodrini, su richiesta del padre benedettino Claudio Buzzoni, compì una serie di ricerche per conto dell'abate Tosti di Montecassino. Le lettere scambiate tra Lodrini e Buzzoni, pubblicate da Paolo Guerrini nel 1942, documentano lo sconcerto dei religiosi di fronte alla perdita del reliquiario, considerato un manufatto di epoca altomedievale e un'importante prova dell'autenticità della reliquia.
Dopo vari tentativi di coinvolgere l'autorità diocesana, nell'ottobre 1878 giunse a Brescia il monaco cassinese don Giuseppe Quandel, incaricato ufficialmente dall'abate Nicola d'Orgemont e munito di una lettera del cardinale Domenico Bartolini, in qualità di protettore della congregazione cassinese e prefetto della Congregazione dei Riti. Con l'autorizzazione del vescovo coadiutore Giacomo Corna Pellegrini, fu aperta la cassetta contenente le ossa: furono individuati due frammenti compatibili con un avambraccio, di cui uno fu scelto e consegnato a don Quandel per essere traslato a Montecassino.
Dalla corrispondenza dello stesso Quandel è noto che anche il radio di Augsburg, nel frattempo, era tornato a Montecassino, recuperato dalla delegazione di frati che nel 1877-1878 aveva visitato i monasteri benedettini tedeschi per una serie di iniziative sempre legate al XIV centenario. Entrambe le ossa, cui si attribuì indiscussa autenticità, furono solennemente ricollocate presso l'abbazia di Montecassino.

### La reliquia oggi

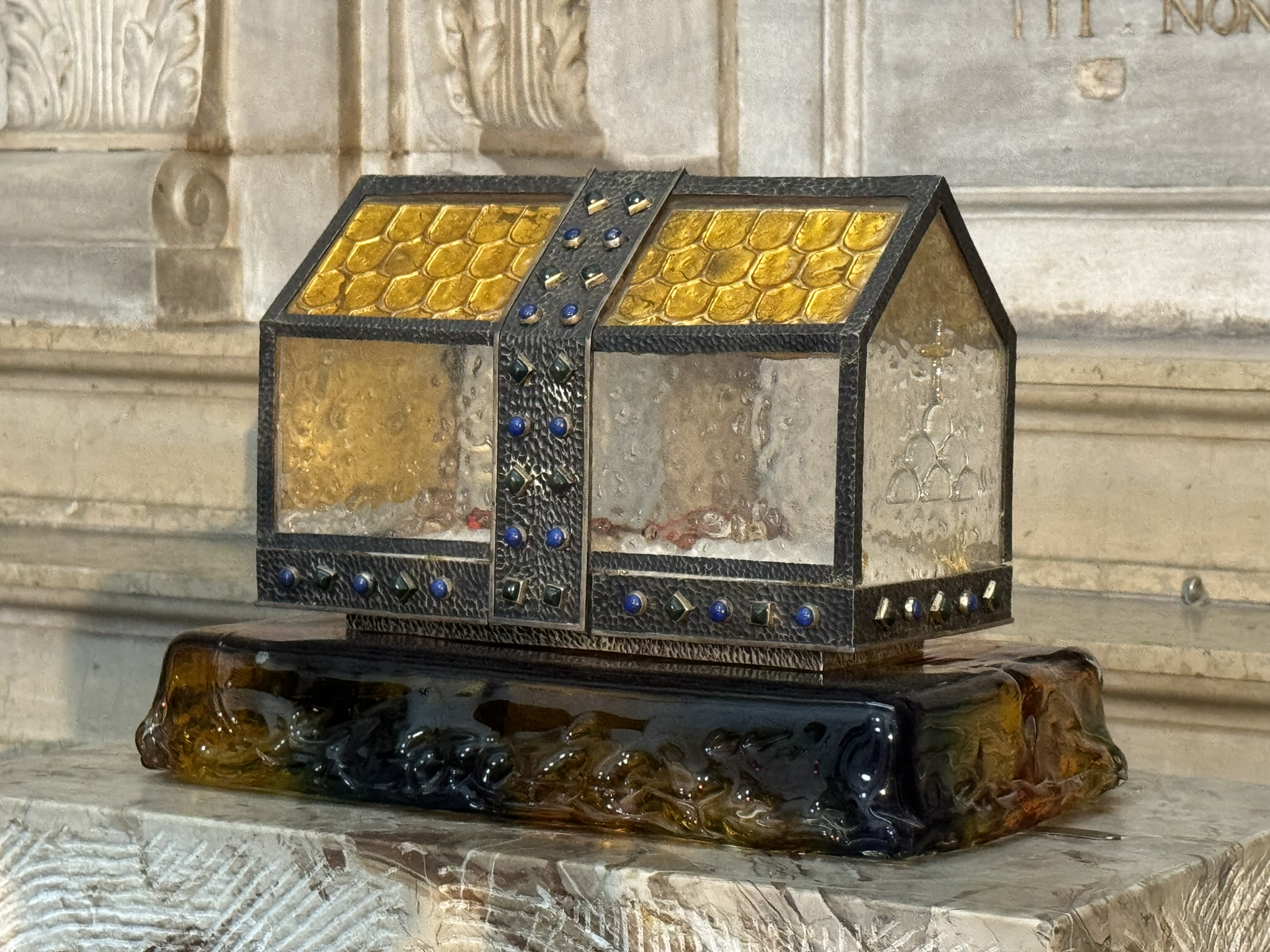
Il reliquiario odierno, realizzato nel 2005 e conservato nel Duomo nuovo

La reliquia di san Benedetto conservata a Brescia consisteva originariamente nelle due ossa complete dell'avambraccio sinistro: il radio e l'ulna.
Il frammento rimasto oggi nella cattedrale consiste in una parte dell'ulna sinistra originaria, mentre le altre porzioni, il radio e l'altro frammento dell'ulna, sono ritornate a Montecassino nell'Ottocento.
Nel 2005, per volontà della diocesi di Brescia, la reliquia fu traslata nel Duomo nuovo, in un nuovo reliquiario appositamente realizzato. La nuova custodia, una cassetta-reliquiario in vetro e metalli preziosi progettata per consentire l'esposizione permanente del frammento osseo, fu posizionata nella cappella laterale del duomo, di fronte all'arca di sant'Apollonio.
In occasione della traslazione si tenne a Brescia, presso l'Università Cattolica del Sacro Cuore, una giornata nazionale di studio intitolata San Faustino Maggiore di Brescia: il monastero della città, svoltasi l'11 febbraio 2005. L'iniziativa, dedicata anche alla figura di san Benedetto quale patrono d'Europa, riunì studiosi e autorità ecclesiastiche per riflettere sul significato storico e spirituale della reliquia, nonché sul ruolo del monastero urbano dei Santi Faustino e Giovita.
Anche in età contemporanea, la reliquia continua ad agire come simbolo forte di appartenenza. La sua esposizione durante le ricorrenze del 1958 e del 1966, così come il suo impiego nei confronti diplomatici e liturgici con Montecassino, testimoniano la permanenza di un'identità profonda che si proietta attraverso il tempo.
Nel 1958, in occasione del XII centenario della fondazione dell'abbazia di Leno, una porzione della reliquia fu nuovamente esposta nel luogo d'origine. Anche nel 1966, una piccola parte della reliquia fece ritorno a Leno, rafforzando idealmente il legame con l'antica fondazione monastica. Il reliquiario è stato traslato ed esposto a Leno anche nel 2022 in occasione della celebrazioni per la nascita dell'unità pastorale delle parrocchie di Castelletto, Leno, Milzanello e Porzano, denominata Unità Pastorale "San Benedetto".

## Studi scientifici moderni
Nel 1950 la reliquia del braccio di san Benedetto, conservata nel tesoro della cattedrale di Brescia, fu sottoposta a un'indagine anatomo-radiologica presso l'Istituto di Radiologia dell'Ospedale Civile, diretto all'epoca dal professor Paltrinieri. L'analisi riguardava in particolare l'ulna sinistra, ancora conservata a Brescia, e il radio sinistro, che nel 1753 era stato inviato a Wessobrunn e da lì a Augsburg.
L'esame evidenziò la buona conservazione delle ossa e la loro compatibilità anatomica con l'identificazione di un avambraccio umano adulto. Fu inoltre effettuato un confronto fotografico tra le radiografie bresciane e quelle delle ossa conservate nel sepolcro di Montecassino, ove nel 1950 erano stati rinvenuti due corpi identificati con san Benedetto e santa Scolastica. Lo studio prodotto all'epoca segnalò una corrispondenza morfologica "perfetta" tra le ossa in quanto a forma, struttura e dimensioni, sebbene lo stesso autore riconoscesse che il solo confronto radiografico non potesse fornire una prova definitiva di autenticità.
Questa corrispondenza fu un'ulteriore occasione per contestare radicalmente la tradizione della traslazione a Fleury e difendere l'autenticità cassinese delle spoglie di san Benedetto.
In ambito accademico è stata tuttavia messa in discussione l'affidabilità probatoria di tali analisi, con un progressivo spostamento dell'attenzione dal problema dell'autenticità anatomica al valore storico e simbolico della reliquia. Al di là dei tentativi di verifica scientifica, la rilevanza del reperto risiede nel significato culturale e identitario che gli è stato attribuito nel tempo: non il frammento in sé, ma la rete di relazioni, credenze e narrazioni che lo circondano costituisce l'oggetto principale dell'indagine. Altri studi hanno evidenziato il ruolo svolto da Pietro Diacono nella costruzione della memoria cassinese e nella redazione della Historia Langobardorum, sottolineando i meccanismi di legittimazione e di narrazione a cui il culto delle reliquie era funzionale.

## La reliquia bresciana nella disputa Montecassino-Fleury

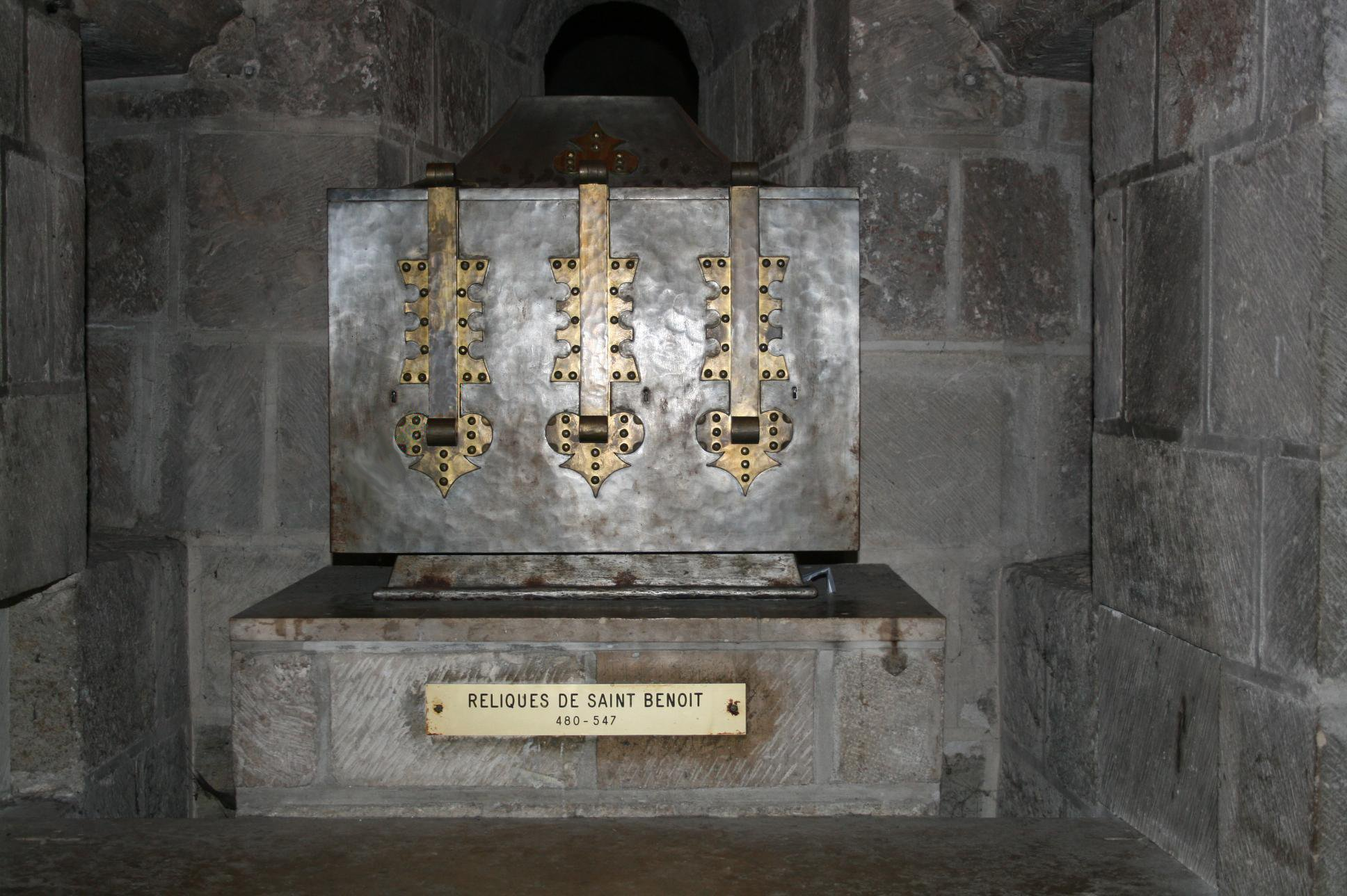
Il forziere nell'abbazia di Fleury dove, secondo una differente tradizione storica, riposano le vere spoglie di san Benedetto

La reliquia di san Benedetto custodita a Leno fu per secoli coinvolta, seppure indirettamente, nella più ampia e nota controversia tra le abbazie di Montecassino e Fleury (oggi a Saint-Benoît-sur-Loire) circa la collocazione delle spoglie del patriarca del monachesimo occidentale. Secondo la tradizione cassinese, il corpo di san Benedetto rimase a Montecassino anche dopo le incursioni longobarde e saracene, mentre la narrazione propagata da Fleury, sulla base della cosiddetta Historia Translationis Sancti Benedicti, sosteneva che le reliquie fossero state traslate oltralpe nel VII secolo.
La reliquia di Brescia fu impiegata nella storiografia cassinese del XX secolo come prova indiretta a sostegno della permanenza del corpo del santo in Italia. In particolare, si sottolineò che la presenza documentata della reliquia a Leno già nell'VIII secolo sarebbe stata incompatibile con una translatio a Fleury, poiché implicava che il corpo fosse ancora disponibile presso Montecassino in quel periodo. Ulteriori elementi a sostegno della tesi cassinese emersero dalle analisi anatomiche eseguite dopo il ritrovamento del sepolcro di san Benedetto nel 1950, che mostrarono una perfetta corrispondenza morfologica tra le ossa conservate a Brescia e quelle complementari rinvenute a Montecassino, rafforzando l'ipotesi di una comune origine e di una continuità materiale tra le reliquie. Anche Peter L. Meyvaert, pur con un approccio più critico, riconobbe l'importanza di tali indizi nella costruzione di una memoria cassinese alternativa alla narrazione fleuryana.
La disputa tra Montecassino e Fleury, pur essendo di matrice principalmente monastica e documentaria, ha avuto ricadute significative anche nella storia della pietà popolare e nella circolazione materiale delle reliquie in epoca medievale e moderna. Come osserva Benedetto Di Mambro, tale contesa si protrasse ben oltre il Medioevo, alimentando una pluralità di tradizioni locali che rivendicavano il possesso di reliquie del santo, talvolta autentiche, talvolta leggendarie. Montecassino reagì a questa dispersione con una strategia di centralità simbolica e istituzionale: raccolse frammenti ossei ritenuti autentici, promosse nuove traslazioni e strutturò una narrazione autorevole che riaffermava il possesso originario del corpo del patriarca. In tale contesto, anche il recupero, nel 1878, di una porzione della reliquia bresciana si inserì come gesto emblematico di riappropriazione cultuale, funzionale al disegno di ricompattare materialmente e simbolicamente la memoria del santo attorno a Montecassino in occasione del XIV centenario della sua nascita.